# Xơ dừa

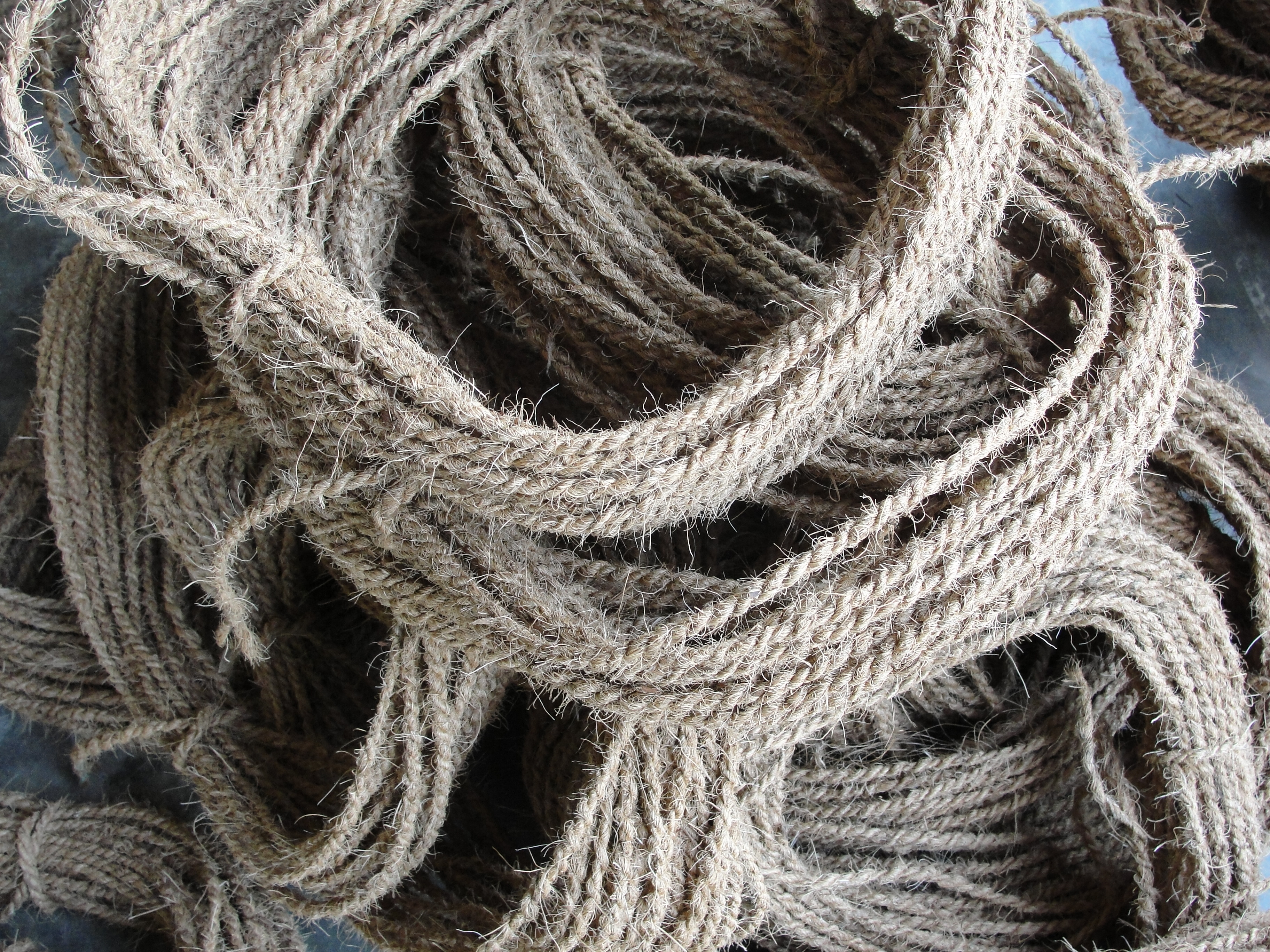
Dây thừng từ xơ dừa.

Xơ dừa là phần của vỏ trái dừa được xé ra. Loại sản phẩm này sử dụng rộng rãi trong các ngành thủ công mỹ nghệ hoặc dùng để phủ lên gốc của những cây trồng, giá thể (để trồng rau) . Ngoài ra người ta còn phát hiện ra rằng xơ dừa có thể được dùng để xử lý nước thải rất tốt.
Ngoài ra người ta còn dùng sơ dừa làm áo giáp chống đạn ở Malaysia, đây được coi là áo giáp nhẹ nhất.